# 少腺密叶翠雀花
少腺密叶翠雀花（学名：Delphinium kingianum var. eglandulosum）为毛茛科翠雀属下的一个变种。

## 扩展阅读
- 維基物種上的相關：少腺密叶翠雀花